# باد أولسون
باد أولسون هو فلاح وسياسي كندي، ولد في 6 أكتوبر 1925 في ألبرتا في كندا، وتوفي في 14 فبراير 2002 في مدسين هات في كندا. نشط حزبياً في الحزب الليبرالي الكندي.

## مناصب
- انتخب Representative of the Government in the Senate [الإنجليزية]‏ (30 سبتمبر 1982 – 29 يونيو 1984).
- انتخب Lieutenant Governor of Alberta [الإنجليزية]‏ (17 أبريل 1996 – 10 فبراير 2000).
- انتخب List of lieutenant governors of Alberta [الإنجليزية]‏ (17 أبريل 1996 – 10 فبراير 2000).
- انتخب عضو مجلس الشيوخ الكندي ‏ (5 أبريل 1977 – 7 مارس 1996).
- انتخب عضو مجلس العموم الكندي عن دائرة مدسين هات - كاردستون - وارنر [الإنجليزية]‏ (10 يونيو 1957 – 31 مارس 1958).
- انتخب وزير الزراعة والأغذية الزراعية (كندا) (6 يوليو 1968 – 26 نوفمبر 1972).